# 脇田寿雄
脇田 寿雄（わきた としお、1965年2月19日 - ）は、日本のボブスレー選手。カルガリーオリンピック、アルベールビルオリンピック、リレハンメルオリンピック、長野オリンピックの日本代表選手。和歌山県西牟婁郡上富田町出身。176cm、85kg（長野五輪時）。現在は東京都大田区在住。2014年からは早稲田大学大学院修士課程エリートコーチングコースに在籍する。

## 経歴
国士舘大学の出身。高校時代は陸上競技（円盤投）の選手でインターハイに出場。特待生として国士舘大学に入学した。大学3年の時、陸上競技部監督の青山利春により、ボブスレーへの転向を奨められた。ボブスレー競技では、2人乗り、4人乗りのどちらもこなし、主にパイロット、ブレーカーを担当。

## 成績
1988年カルガリーオリンピック
- 2人乗り - 20位（4分1秒04、夜久雄爾、脇田）
- 4人乗り - 18位（3分51秒35、堺孝夫、竹脇直巳、夜久雄爾、脇田）

1992年アルベールビルオリンピック
- 2人乗り - 19位（4分6秒86、山崎良次、脇田）
- 4人乗り - 17位（3分57秒24、竹脇直巳、対馬文紀、山崎良次、脇田）

1994年リレハンメルオリンピック
- 2人乗り - 19位（3分34秒10、大堀孝、脇田）

1998年長野オリンピック
- 4人乗り - 16位（2分41秒96、中村康夫、小野田稔也、青戸慎司、脇田）